# 718B型巡視船
718B型巡邏船（簡体字中国語: 718B型巡逻舰）は中国海警局の巡邏船（哨戒艦）。NATOコードネームはZhaojun級。文民職員ではなく、中国の武装力である人民武装警察の身分を有する職員により運航され、軍艦（簡体字中国語: 舰）として設計されている。

## 設計
718B型巡視船は国境警備を目的として、中国海警が運航する718型（NATOコードネーム Haixun II級）を基に設計されたOPV（Offshore Patrol Vessel）である。満載排水量1,750トン、全長100メートル、最大幅16.5メートルと見積もられている。船型は単胴長船首楼型、船首は傾斜型、船尾は若干オーバーハングしたトランサム型としている。船尾の上甲板は開放甲板となっている。甲板室の左右外側の通路も開放甲板となっている。船橋構造物3階部分が船橋甲板となっている。端艇甲板の左右には作業艇がそれぞれ1隻ずつ搭載されている。
主機は中国のネット情報では4サイクル中速ディーゼルエンジン2基と推定している
。推進軸は2軸スクリュープロペラと推定されている。出力は不明である。最高速力25ノット、航続距離は6,500海里と見積もられている。

## 装備
武装は60口径76ミリ単装砲（H/PJ-26）1基、30ミリ単装機関砲（H/PJ-17）2基、放水砲2基である。船尾はヘリコプター甲板となっておりZ-9が離着艦できるスペースを確保しているが、格納庫はない。その他に小型作業艇（複合艇）を運用するための発進装置（ボートダビット）を端艇甲板の左右に1基ずつ装備する。
艦橋屋根のコンパス甲板には火器管制レーダーのための台座が設けられ、その上に76ミリ砲用に347型レーダーが据えられている。メインマスト上には363型対水上捜索レーダー、航海レーダーが据えられている。

## 同型艦
1番艦、2番艦が2016年に海南総隊に引き渡され、3番艦が2017年に広西総隊に引き渡された。9番艦まで就役が確認されている。
| 舷番号 | 造船所     | 進水 | 就役 | 所属総隊 | 状態   |
| ------ | ---------- | ---- | ---- | -------- | ------ |
| 21111  | 武昌造船所 | 2016 | 2017 | 遼寧     | 就役中 |
| 33111  | 武昌造船所 | 2017 | 2017 | 浙江     | 就役中 |
| 35111  | 黄埔造船所 | 2017 | 2017 | 福建     | 就役中 |
| 37111  | 武昌造船所 | 2017 | 2018 | 山東     | 就役中 |
| 44111  | 武昌造船所 | 2017 | 2017 | 広東     | 就役中 |
| 45111  | 黄埔造船所 | 2016 | 2017 | 広西     | 就役中 |
| 46111  | 黄埔造船所 | 2016 | 2016 | 海南     | 就役中 |
| 46112  | 黄埔造船所 | 2016 | 2016 | 海南     | 就役中 |
| 46113  | 黄埔造船所 | 2017 | 2018 | 海南     | 就役中 |